# Ривас, Роберто
Робе́рто Ри́вас (исп. Roberto Rivas; 17 июля 1941, Сояпанго, Сан-Сальвадор — 8 февраля 1972) — сальвадорский футболист, правый защитник.

## Карьера

### Клубная карьера
Всю свою карьеру, с 1960 по 1970 года, провёл в столичном «Альянса». Играл вместе с такими игроками, как Хосе Кинтанилья и Марио Монге.

### Выступление за сборную
За сборную Сальвадора Роберто дебютировал в 1968 году. Был включен в сборную на Летние Олимпийские игры 1968 в Мексике и чемпионат мира 1970 в Мексике. Принял участие в 10 матчах квалификации на чемпионат мира 1970. «Альянса»

## Смерть
Ривас умер в результате несчастного случая или самоубийства в 1972 году. К июню 2010 года Ривас был одним из шести, погибших, футболистов Сальвадора, которые принимали участие на Летних Олимпийских играх 1968. Футбольный клуб «Альянса» вывел из обращения майки с № 2 в память о Роберто Ривасе.

## Достижения
- Чемпион Сальвадора: 1965/66, 1966/67
- Обладатель Кубка чемпионов КОНКАКАФ: 1967